# Draconarius

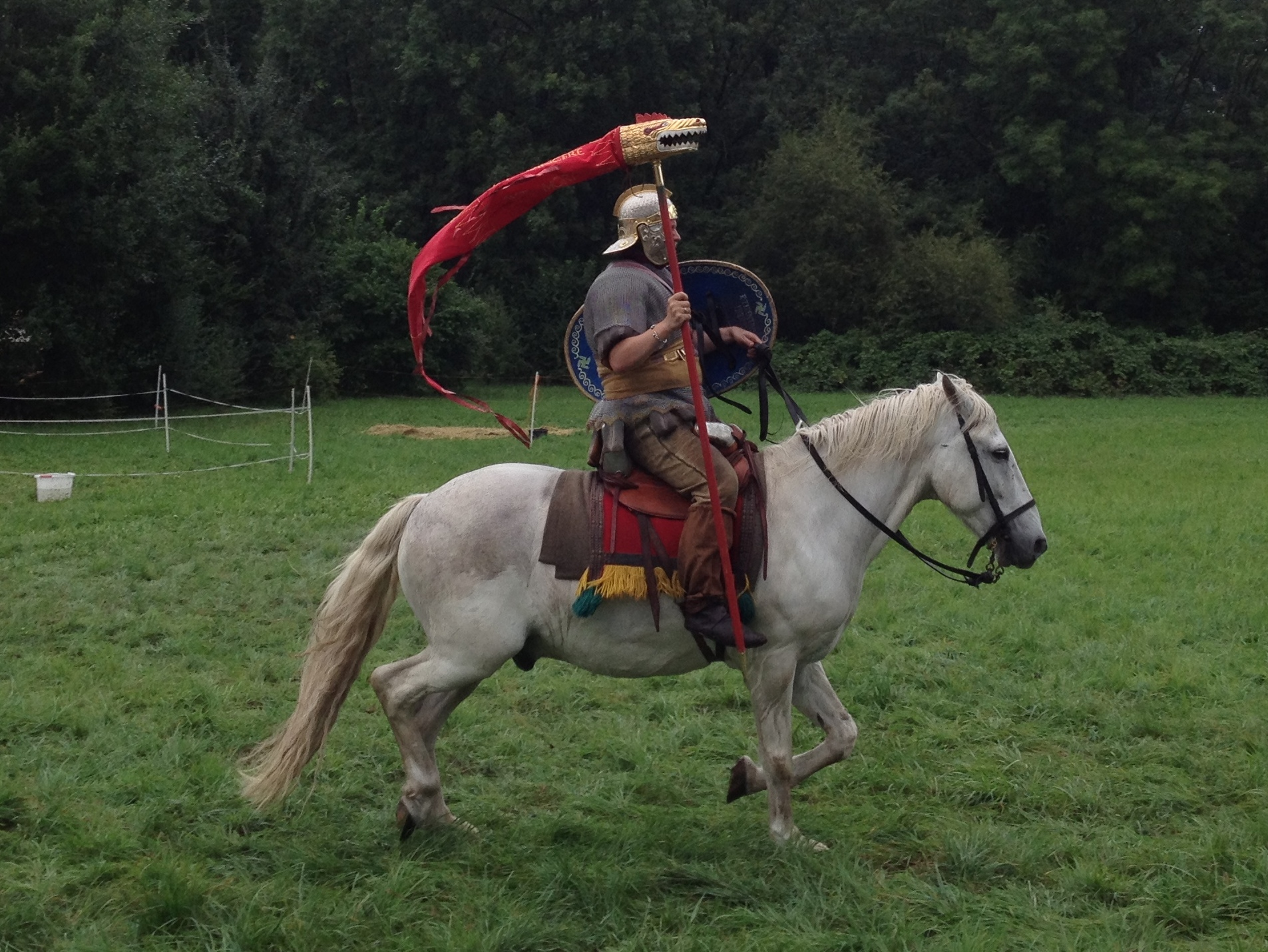
Draconarius. Recreación en el Festival Romano de Augusta Raurica, año 2013.

El draconarius era una clase de abanderado romano que portaba el estandarte de los cuerpos de caballería de su ejército, conocido como el draco. Se cree que su origen tuvo lugar cuando los ejércitos romanos aceptaron a los sármatas y a los dacios entre las filas de sus regimientos auxiliares a principios del siglo II. 
El draco consistía en una cabeza de dragón hecha de bronce a la que se añadía una manga de viento hecha de tela que semejaba el cuerpo de una serpiente. Algunos autores afirman que los romanos lograron colocar una especie de silbato en la boca del dragón, de modo que este emitía un silbido cuando cabalgaba, probablemente con el fin de desmoralizar a los enemigos en las cargas.